# 杀伤力
杀伤力（英語：Lethality），也称为致命性（deadliness）或有害性（perniciousness），是指某物造成死亡的能力。它最常用于指疾病、化学武器、生物武器或有毒性的化学成分。使用该术语既表示这些武器具有杀伤力，也表示它们可能无法杀伤。武器的杀伤力不一致，以及用百分比表示的原因多种多样，例如尽量减少接触武器、先前接触武器导致的易感性降低、武器随时间和/或距离的推移而杀伤能力减弱，以及多部件武器的部署不当。
该术语还可以指武器使用的后遗症，例如放射性沉降物，其在部署地点附近的杀伤力最高，并且与对象的大小和性质成正比；例如儿童或小动物。
杀伤力也可以指大型化学品或石油/天然气工艺失去控制，导致火灾、爆炸或毒云的后果。可以在加工安全中制定杀伤力曲线，以评估和描述事故地点周围的死亡率模式。通常，靠近事件现场的地方影响最大，向影响区边缘逐渐减小。爆炸超（过）压、热辐射、毒性和位置都会影响杀伤力程度。
杀伤力也是微生物学家和食品科学家用来衡量某一过程消灭细菌的能力的术语。杀伤力可以通过统计逐渐增加的暴露次数后的幸存者数量来确定。

## 参阅
- 致死剂量，表示特定物质或辐射类型的致命毒性
- 阻止本领
- 毒性